# 彼得·列昂尼多维奇·卡皮察
彼得·列昂尼多维奇·卡皮察（俄语：Пётр Леонидович Капица，1894年7月9日—1984年4月8日），苏联著名物理学家，超流体的发现者之一，获得1978年的诺贝尔物理学奖。

## 生平
1894年出生于沙俄的喀琅施塔得一个军事工程师家庭。一战期间，卡皮察被迫中断学业，在波兰前线做了两年救护车司机。卡皮察1918年在彼得堡工学院毕业后留校当讲师。留校期间，卡皮察和尼古拉·谢苗诺夫在這裡一同研究，他提出了一個確定原子磁矩的相互作用與非均勻磁場的方法。這種方法後來被用在著名的施特恩－格拉赫实验。1921年前往英国剑桥大学，在別人的建議下於卢瑟福领导的卡文迪许实验室工作十餘年，在那里进行强磁场方面的研究，1923年他做了第一個實驗。通过一個被放置在強大的磁場中的雲室，他觀察了彎曲的α粒子的路徑。1924年他開發的方法獲得非常強大的磁場和生產領域的達320千高斯在體積2立方厘米。1928年，他發現放置在很強的磁場的各種金屬的電阻率線性依賴於磁場。1928年，他發現電阻率的線性依賴於很強的磁場中的各種金屬。在劍橋的最後幾年卡皮察轉向低溫研究。1929年卡皮察被选为英国皇家学会院士。1930年成为专门研究强磁场的蒙德实验室的第一任主任。在1920年代，他發起創建的技術就是超強磁場的高電流注入短暫專門建造的空芯電磁鐵。
1934年，卡皮察回国探望母亲，从此留在了苏联，被任命为物理问题研究所的所长，他沒有設備，所以所需要的实验仪器由苏联政府在卢瑟福的协助下从蒙德实验室购得。在1930年代，他開始做低溫研究，開始以批判分析現有的方法獲得較低溫度。 1934年，他開發了新的設備和原有設備（基於絕熱原則）作出大量的液態氦。1938年，卡皮察和约翰·艾伦等人发现了液态氦Ⅱ在低温下的超流体。1939年当选苏联科学院院士。卡皮察是卢瑟福在劍橋大學的學生（1923年至1926年），在卡文迪什實驗室助理署長進行磁性研究（1924至1932年）

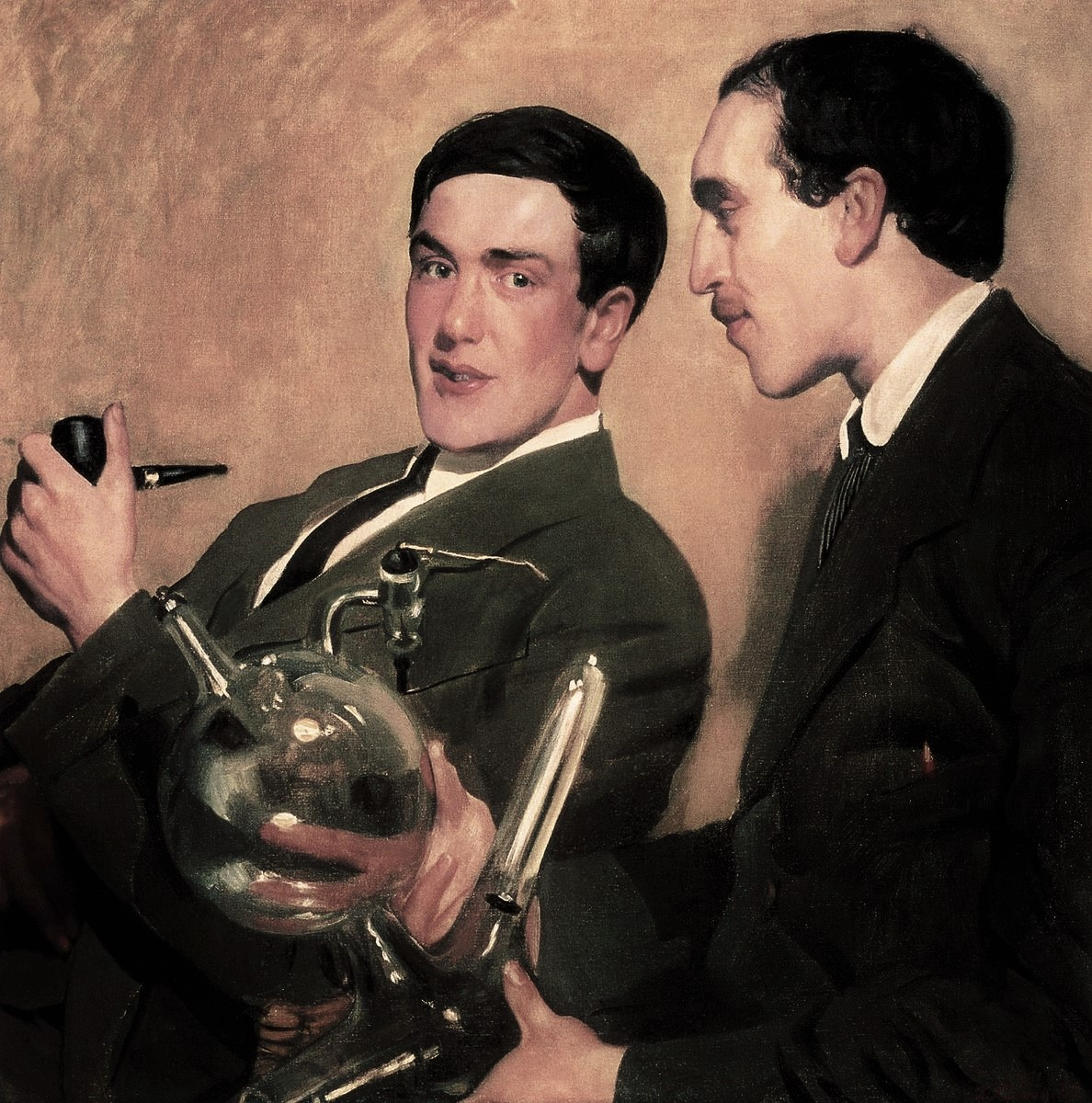
卡皮察（左）与谢苗诺夫在一起

在俄羅斯，卡皮察開始了一系列的實驗，以研究液氦為主，導致在1937年發現的超流性（不要混淆超導）。他報告的這一些新的物質狀態的一系列文件，為他後來獲得了諾貝爾物理獎。1939年，他開發出一種新的液化空氣的方法——使用一種特殊的高效率渦輪膨脹低壓力循環。因此，在第二次世界大戰期間，他被分配到該部負責工業氧附著在蘇聯部長會議，他在那裡發展了他的低壓擴展技術。他發明了高功率微波發生器（1950-1955年），並發現了一種新的連續高壓放電等離子體，其電子溫度超過100多萬开尔文。
緊隨戰爭結束後，一群蘇聯的著名科學家（包括卡皮察）遊說政府建立一個新的技術大學，即莫斯科物理技术学院。卡皮察任教多年。
1945年8月卡皮察进入苏联人民委员会专门委员会任委员，从事苏联原子弹计划的科技领导工作。不久与专门委员会主席贝利亚产生矛盾，于1945年10月给斯大林写信，要求解除他除物理问题研究所之外的一切行政职务，斯大林未予答复。1945年11月25日给斯大林写第二封信，对贝利亚的工作作风提出严厉批评，认为自己无法与贝利亚一起工作，要求解除他在专门委员会及其下属科技委员会的职务。斯大林曾试图调解二人的矛盾，但卡皮察态度坚决，不肯妥协。1945年12月21日斯大林批准解除卡皮察在原子能专委会的职务。1946年8月卡皮察相继被解除了物理问题研究所所长、苏联制氧工业总负责人的职务，被迫从研究所住宅搬到莫斯科郊外的乡间别墅居住，软禁在家。这期间他研究了球状闪电。1947年至1949年与朗道一起在莫斯科大学物理技术系讲普通物理课，卡皮察讲实验，朗道讲理论。因没有出席1949年12月苏联科学院和莫斯科大学举办的庆祝斯大林70岁寿辰大会，1950年2月被莫斯科大学解除教职，并被有关单位要求搬出尼科林纳山别墅。卡皮察致信斯大林，声明“我之所以不出席祝寿会，绝非不尊重斯大林同志，而是因为我发现只要我出席公开集会，人们都会像躲避麻风病人一样躲避我，与其令人如此躲避，不如我个人主动回避”。此后卡皮察夫妇才得以在别墅继续住下去，直到1956年重新出山。卡皮察恢复了原来的职务，重新担任研究所主任，直到1984年逝世。
1966年签署反对为斯大林平反的《25人公开信》。
1978年，卡皮察由于“在低溫物理领域的基本發明和發現”，与美国工程师彭齐亚斯和威尔逊（此二人由于发现宇宙微波背景辐射）共同获得诺贝尔物理学奖。

## 家庭
卡皮察1927年与应用数学家安娜·克雷洛娃（Анна Крылова）结婚，育有二子，谢尔盖和安德里。
- 谢尔盖·彼得罗维奇·卡皮察(1928－2012)，物理学家，人口统计学家，电视科普节目主持人。
- 安德烈·彼得罗维奇·卡皮察(1931－2011)，地理学家，南极洲最大的冰底湖——沃斯托克湖的发现者和命名者。

## 荣誉
苏联天文学家柳德米拉·卡拉季奇发现的小行星3437卡皮察以卡皮察的名字命名。

## 延伸阅读
- 诺贝尔官方网站关于彼得·卡皮察介绍 （页面存档备份，存于）